# Lei dos Direitos Civis de 1957
A Lei dos Direitos Civis, promulgado em 9 de setembro de 1957, é uma legislação federal dos Estados Unidos, a primeira legislação de direitos civis promulgada pelo Congresso dos Estados Unidos desde a Reconstrução, após a Guerra de Secessão.
Após a histórica decisão da Suprema Corte dos Estados Unidos no caso Brown vs Board (1955), que eventualmente levou à integração de escolas públicas, os brancos do sul da Virgínia começaram uma "resistência em massa". A violência contra os negros subiu na região e em outros estados, como em Little Rock, Arkansas, onde esse ano o presidente Dwight D. Eisenhower destacou as tropas federais para proteger nove crianças de uma escola pública, essa foi a primeira vez que o governo federal enviou tropas para a do Sul desde a Reconstrução. Continuaram as agressões físicas contra ativistas suspeitos e ataques a escolas e igrejas no sul. O governo de Eisenhower propôs então uma legislação para proteger o direito de voto por afro-americanos.
O senador Strom Thurmond da Carolina do Sul, um segregacionista ardente, usou de um artifício conhecido pelos americanos como ‘’Filibuster’’, onde o parlamentar estende o debate sobre uma determinada lei com o único objetivo de obstruir sua votação, evitando desta forma que o projeto de lei fosse efetivamente aprovado. Sua obstrução durou 24 horas e 18 minutos, ele começou com a leitura das leis eleitorais de todos os estados americanos em ordem alfabética. Thurmond depois leu a Declaração da Independência, a Declaração de Direitos, e a Carta de Despedida de George Washington. Seu discurso estabeleceu o recorde para uma obstrução no Senado. O projeto de lei aprovado pela Câmara com uma votação de 270 a 97 e no Senado por 60 a 15. O Presidente Eisenhower assinou a lei em 9 de setembro de 1957.

## Conteúdo e aprovação
O objetivo do Ato Civil de 1957 foi para garantir que todos os americanos poderiam exercer o seu direito de voto. Em 1957, apenas cerca de 20% dos Afro-americanos foram registrados para votar. Apesar de compreender a maioria da população em inúmeros condados e municípios no Sul, as leis e regras para regulamentação do voto dos eleitores cassaram os registros de muitos negros entre o final do século XIX e início do século XX. Organizações de direitos civis coletaram diversas provas de práticas discriminatórias, como a administração de testes de alfabetização e entendimento, taxas de eleição e de outros meios. Enquanto os estados tinham o direito de estabelecer regras para o recenseamento eleitoral e eleições, o governo federal encontrou uma função de supervisão para garantir que os cidadãos possam exercer o direito constitucional de votar para escolher os funcionário federais, como o presidente, vice-presidente e o Congresso.
O líder da maioria democrata do Senado, Lyndon Baines Johnson, do Texas, percebeu que o projeto de lei e sua trâmite pelo Congresso poderia rasgar o seu partido, cujo bloco sulista foi anti-direitos civis e membros do norte eram pró-direitos civis. Senadores do Sul ocuparam cadeiras de inúmeros comitês importantes durante um longo período. Johnson enviou o projeto de lei à Comissão de Justiça, liderada pelo senador James Eastland de Mississippi, que começou a realizar alterações deixando o projeto irreconhecível. O senador Richard Russell, da Geórgia afirmou que o projeto de lei era um exemplo do governo federal querendo impor suas leis aos Estados. Johnson buscou o reconhecimento de defensores dos direitos civis para aprovar o projeto, ao mesmo tempo, recebendo o reconhecimento dos Democratas na maior parte do sul anti-direitos civis para reduzi-lo tanto a ponto de destruí-lo.

## Disposições
Lei 85-315 de 9 setembro de 1957. Estatuto 71 634-638. A lei está focada exclusivamente nos direitos de voto. Secção. 101 Estabelece a Comissão de Direitos Civis no poder executivo, composta de seis membros para reunir informações sobre a privação dos direitos dos cidadãos de voto baseadas em raça, cor, religião ou origem, o fundo legal, e as leis e as políticas do Governo Federal. Ele foi criado para tomar testemunho ou reclamações por escrito dos indivíduos sobre dificuldades em se registrar e votar. Não mais de que em 2 anos a partir da data de promulgação desta lei, a Comissão apresentará um relatório final ao Presidente e ao Congresso, e deixará de existir.
Parte IV, Secção 131 é a seção mais importante da lei. Ele estabelece proibições contra intimidar, coagir ou não interferir com os direitos das pessoas a votar para Presidente ou membros do Congresso. O Procurador Geral dos Estados Unidos pode instituir ações inibitórias e acusações de desrespeito ao tribunal, com multas não superiores a US $ 1000 e prisão de seis meses. Há também amplas salvaguardas para os direitos dos acusados nos termos da presente lei. Os juízes federais foram autorizados a ouvir casos relacionados com o ato com ou sem júris. Além de não poder votar na maior parte do Sul, os negros também eram excluídos do corpo de jurados até o momento.
A versão final do ato estabeleceu a Comissão sobre os Direitos Civis e o Escritório do Procurador Geral Adjunto para os Direitos Civis. Posteriormente, em 09 de dezembro de 1957, foi criada a Divisão de Direitos Civis subordinada ao Departamento de Justiça por ordem do Procurador Geral dos EUA William Pierce Rogers, dando ao Procurador-Geral Adjunto para os Direitos Civis uma divisão distinta de comando. Anteriormente, os juristas da área de direitos civis impuseram a Era da Reconstrução das leis do direito civil dentro da Divisão Criminal do Departamento de Justiça.

## Consequências
Embora a aprovação da Lei dos Direitos Civis de 1957 parecia indicar um compromisso crescente do governo federal para a causa dos direitos civis, a legislação foi limitado. Por causa das formas em que foi alterado, o governo teve dificuldade em aplicá-la. Em 1960, o voto dos negros tinha aumentado 3%. A aprovação do projeto mostrou a disposição dos líderes nacionais para apoiar, em diferentes níveis, a causa dos direitos civis.
Na época, o pastor Martin Luther King Jr tinha 28 anos e era um líder em ascensão no movimento dos direitos civis, ele fez diversos discursos contra a supremacia branca. Segregacionistas queimaram igrejas afro-americanas, centros de educação e organizações relacionadas com o recenseamento eleitoral, e ataques físicos contra afro-americanos, incluindo mulheres, que eram ativistas. Luther King enviou um telegrama ao presidente Eisenhower pedindo para ele fizesse um discurso para o Sul, pedindo-lhe que use "o peso do seu cargo para informar ao povo do sul a natureza moral do problema." Eisenhower respondeu: “Eu não saberia o que um outro discurso faria sobre essa questão nesse momento”.
Desapontado, Luther King enviou outro telegrama ao Presidente, afirmando que os comentários de Eisenhower eram "uma profunda decepção para os milhões de norte-americanos de boa vontade, do norte e do sul, que intensamente estão olhando para sua liderança e governo neste período de mudança social inevitável." ele tentou marcar uma reunião com o presidente Eisenhower, mas foi concedido um encontro com o vice-presidente Richard Nixon, que durou duas horas. Nixon relatou que ficou impressionado com Luther King e disse ao presidente que ele tenha um encontro com ele no futuro.

## Filibuster
Strom Thurmond, na época um democrata, foi um senador pró-segregação da Carolina do Sul. Ele se opôs veementemente a aprovação da Lei com o mais longo filibuster já realizado por um único senador, falando durante 24 horas e 18 minutos. Camas improvisadas foram trazidas de um hotel próximo para os legisladores para dormir enquanto Thurmond discursava sobre temas cada vez mais irrelevantes e obscuros, incluindo uma receita de biscoito de sua avó. Outros senadores do sul, que tinham concordado, como parte de um compromisso de não obstruir o projeto de lei, se irritaram com Thurmond. Eles acreditavam que sua rebeldia fez com que todos parecessem incompetentes perante seus eleitores. Outros eleitores se irritaram com seus senadores, porque eles não ajudaram Thurmond.

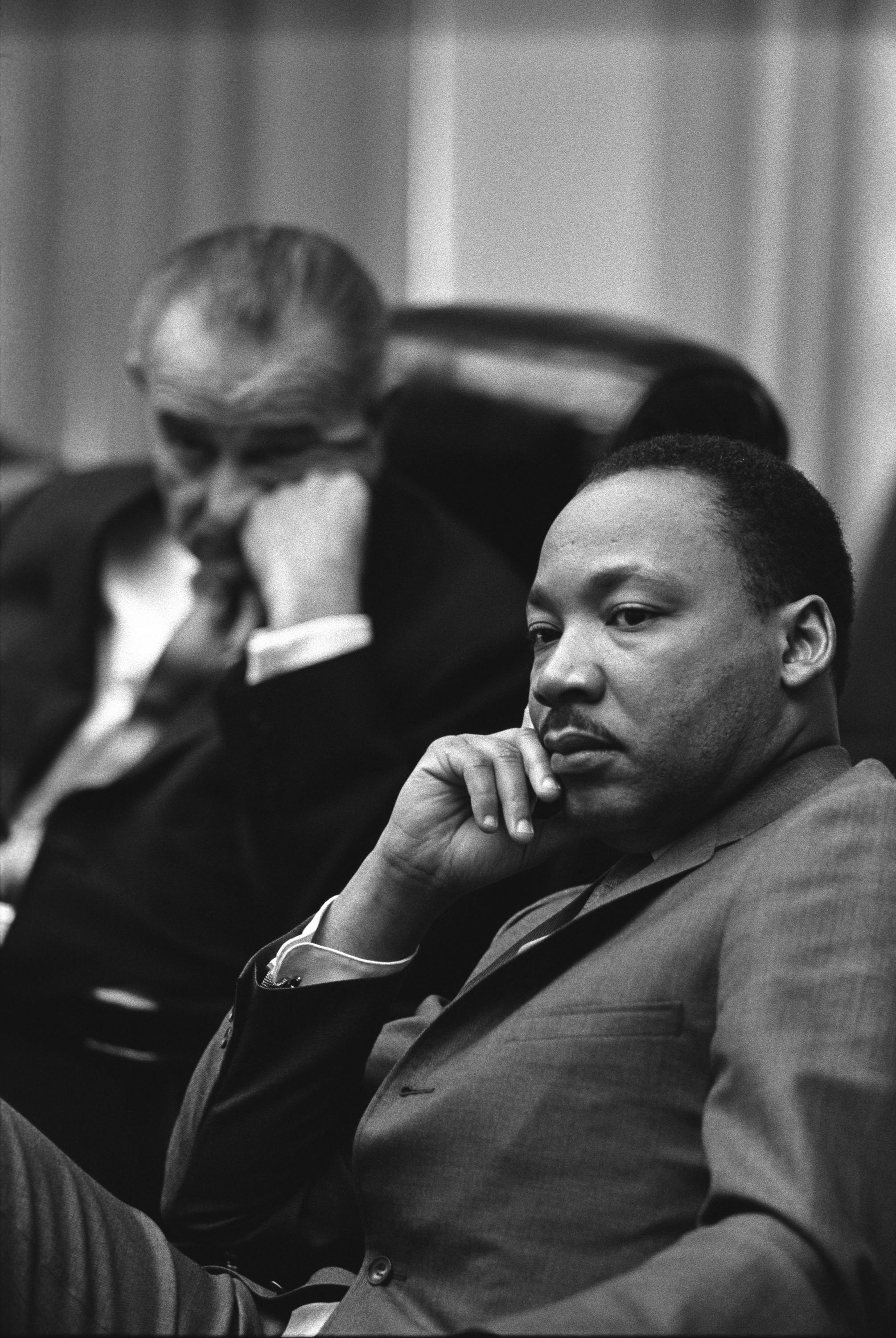
Lyndon Baines Johnson e Martin Luther King Jr durante encontro na Casa Branca em 1966

## A legislação seguinte
A Lei dos Direitos Civis de 1960 abordou alguns dos defeitos do ato de 1957. Expandiu-se a autoridade de juízes federais para proteger os direitos de voto. Exigia que as autoridades locais mantivessem registros de votação detalhados para revisão, de modo que o governo poderia determinar se houve padrões de discriminação contra determinadas populações.
O Movimento dos Direitos Civis continuou a se expandir, com os manifestantes liderando manifestações não-violentas para marcar a sua causa. O presidente John Fitzgerald Kennedy solicitou um novo projeto de lei, em seu discurso sobre os direitos civis de 11 de junho de 1963, em que pedia para que fosse legislado ", dando todos os americanos o direito de ser servido em instalações que estão abertas ao público - hotéis, restaurantes, teatros, lojas e estabelecimentos similares ", bem como" reforçar a proteção do direito de voto. "Kennedy fez discurso após uma série de protestos da comunidade Africano-Americana, ao mesmo tempo que ocorria a Campanha de Birmingham, que foi terminou em maio de 1963.
No verão de 1963, várias partes do movimento dos direitos civis colaboraram para executar a educação dos eleitores e as unidades de registro de eleitores no Mississippi. Durante o Verão da Liberdade em 1964, centenas de estudantes do Norte foram para participar das unidades de eleitores e organizar a comunidade. A cobertura da mídia e a reação violenta, com o assassinato de três trabalhadores de direitos civis perto de Filadélfia, Mississippi, contribuiu para o apoio nacional para a legislação de direitos civis.
Após o assassinato de Kennedy, o presidente Lyndon Baines Johnson organizou a aprovação da Lei dos Direitos Civis de 1964, tornando a discriminação e a segregação racial em ações ilegais, e o Ato do Direito ao Voto de 1965,que aboliu o imposto de votação e outros meios de manter negros e as pessoas pobres de se registrar para votar e exercer o direito do voto, estabeleceu a manutenção de registros e de supervisão, e forneceu reforços federais em áreas com padrões documentados de discriminação.